# Alan Duncan
Alan James Carter Duncan (Rickmansworth, Inglaterra, 31 de marzo de 1957) es un político conservador británico. Desde 1992 es Miembro del Parlamento Británico por Rutland y Melton y, entre 2016 y 2019, fue Ministro de Estado del Ministerio de Relaciones Exteriores y de la Mancomunidad de Naciones para Europa y las Américas (incluyendo también Asia Central, la OTAN, las islas Malvinas, regiones polares, migraciones, entre otros). Previamente, fue Ministro de Estado del Departamento para el Desarrollo Internacional del mismo Ministerio.
Es el primer político conservador abiertamente gay del parlamento, habiéndolo declarado públicamente en 2002.

### Fuente
- Foreign Office. «The Rt Hon Sir Alan Duncan MP: Minister of State for Europe and the Americas at the Foreign & Commonwealth Office». gov.uk.